# 杜米尼奇 (卡卢加州市级镇)
杜米尼奇（俄语：Думиничи）是俄罗斯卡卢加州的市级镇、杜米尼奇區的行政中心。该地2021年人口有5,376人；2010年人口6,326；2002年人口7,866；1989年人口7,418。